# 1595 год в науке
В 1595 году произошли различные научные и технологические события, некоторые из которых представлены ниже.

## События
- Май — Уолтер Рэли исследовал Гайану и восточную часть Венесуэлы в поисках Эльдорадо[1].
- 2 июля — выход второй экспедиции Виллема Баренца в Северный Ледовитый океан на поиски Северо-Восточного прохода; 24 августа она прошла Югорский Шар и нашла Карское море, покрытое льдом[2].
- 21 июля — Испанская флотилия под управлением Альваро Менданья де Нейра впервые произвела высадку в Полинезии (Маркизские острова), где сильно пострадала от тропических болезней (в том числе умер сам де Нейра).

## Публикации
- Франсуа Виет: Ad problema quod omnibus mathematicis totius orbis construendum proposuit Adrianus Romanus.
- Андреас Либавий: Opera omnia medico-chymica[3].
- Румольд Меркатор, сын фламандского картографа Герарда Меркатора, посмертно издал пятый раздел «Атласа» своего отца.
- Бартоломеус Питискус: Trigonometria: sive de solutione triangulorum tractatus brevis et perspicuus; в этом труде впервые появился термин «тригонометрия»[4].

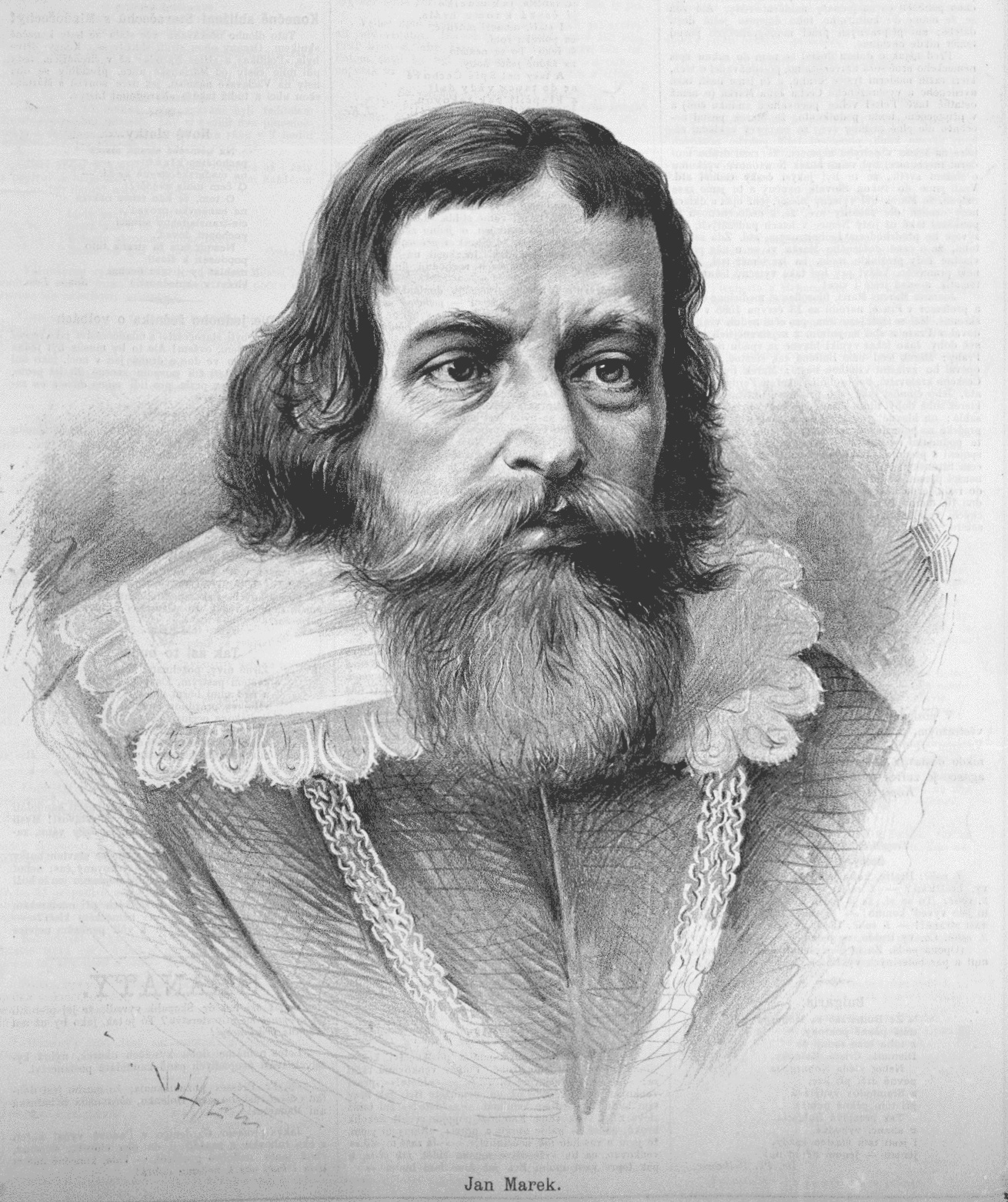
Йоханнес Маркус Марци

## Родились
См. также: Категория:Родившиеся в 1595 году
- 13 июня — Йоханнес Маркус Марци, чешский врач (императорский лейб-медик) и физик (ум. в 1667 году).
- 11 октября — Альбер Жирар, французский математик, проживавший в Нидерландах (ум. в 1632 году).

## Скончались
См. также: Категория:Умершие в 1595 году
- 24 августа — Томас Диггес, английский астроном, активный коперниканец (род. в 1546 году).
- 18 октября — Альваро Менданья де Нейра,  испанский мореплаватель, открывший Соломоновы острова и остров Санта-Крус (род. в 1542 году).
- 12 ноября — Джон Хокинс, английский  кораблестроитель, адмирал, работорговец, пират, участник разгрома «Непобедимой армады» (род. в 1532 году).